# Бёттгер, Оскар
Оскар Бёттгер — немецкий герпетолог, палеонтолог и малаколог, внёсший значительный вклад в становление Зенкенбергского музея как ведущего в мире научно-исследовательского учреждения в области герпетологии.

## Биография
Бёттгер был сыном химика Рудольфа Кристиана Бёттгера и дядей зоолога Цезаря Рудольфа Бёттгера.
Ещё в юности Бёттгер увлёкся палеонтологией. В 1863 году он начал учёбу в университете во Франкфурте, но вскоре после этого поступил в Фрайбергскую горную академию в Саксонии, чтобы стать горным инженером. Поскольку из-за напряжённой политической ситуации он не смог найти работу после окончания в 1866 году, он приступил к изучению палеонтологии в университете Вюрцбурга, где в 1869 году получил докторскую степень. Затем он работал учителем, сперва в Оффенбахе и, наконец, во Франкфурте.
В 1870 году Бёттгер становится сотрудником в Зенкенбергского музея, сначала в качестве палеонтолога, а с 1875 года в герпетологических отделении, где он работал на добровольных началах. В 1876 году он стал куратором. В том же году он был избран членом Леопольдины. До 1894 года Бёттгер проводил свои исследования из своего дома, потому что не мог войти в музей из-за диагностированной у него агорафобии. В конце концов одному из родственников удалось освободить Бёттгера от его тревожного расстройства, и он снова возобновил свою деятельность в качестве преподавателя и куратора, и, наконец, предпринял экспедиции за рубежом. Тем не менее, самым продуктивным этапом его деятельности была самоизоляция, когда помощники приносили учёному в его квартиру каждый образец для исследования.
Герпетологический отдел Зенкенбергского музея был основан Эдуардом Рюппелем, который был известен своей экспедицией на северо-восток Африки, и чей герпетологический каталог включал в себя в 1845 году 370 видов. На конец деятельности Бёттгера в качестве куратора количество видов увеличилось до 1436, все они были перечислены в «Каталоге коллекции земноводных музея Зенкенбергского общества естествознания во Франкфурте-на-Майне» (1892) и в двухтомнике «Каталог коллекции рептилий музея Зенкенбергского общества естествознания во Франкфурте-на-Майн» (1893 и 1898). Эта коллекция включала в себя большое количество типовых экземпляров. Большинство новых приобретений, более 200, Бёттгер получил от деловых партнёров или бывших студентов, которые путешествовали по миру и посылали ему образцы и почтовые марки.

## Вклад в науку
Область научных интересов Бёттгера была обширна. Она включала в себя герпетофауну средиземноморских островов, Юго-Западной Африки и региона Конго, Мадагаскара, Китая, Филиппин, Центральной и Южной Америки. Он описал много новых родов и видов, его научно-исследовательская программа сравнима с таковой Буленджера. Бёттгер работал на видовом уровне, а также в области систематики. Он опубликовал фаунистические каталоги для отдаленных и малоизвестных регионов мира. При этом он преследовал строго научные интересы. В 1892 году Бёттгер стал одним из соавторов герпетологических статей «Жизни животных» Брема.
Бёттгер описал 90 видов пресмыкающихся и множество таксонов земноводных.
Он также изучал моллюсков, в том числе улиток рода Lampedusa и Megalophaedusa, которые он впервые описал в 1877 году, и жуков. Его коллекции находятся в основном в Зенкенбергском музее, а также в Национальном музее Уэльса в Кардиффе.

## Память
В честь учёного названы многочисленные виды животных, в том числе хамелеон Calumma boettgeri, когтеносец Бёттгера, мабуя Бёттгера (Trachylepis boettgeri), прыгунья Бёттгера (Heterixalus boettgeri), геккон Tarentola boettgeri и другие.